# Live at the Paramount
Live at the Paramount är en video av grungebandet Nirvana, som släpptes i september 2011. Videon var en del av firandet runt 20-årsjubileet av lanseringen av albumet Nevermind och videon släpptes på både DVD och blu-ray. Allt material på Live at the Paramount spelades in den 31 oktober 1991 på Paramount Theatre i Seattle, Washington och det är den enda Nirvana-konserten som filmades med 16-millimetersfilm. Blu-ray-utgåvan av Live at the Paramount har blivit kritiserad då den lider av osynkoniserad bild och ljud. Recensionen på Blu-ray.com gav utgåvan betyget 0 av 5 i ljud på grund av detta även om utgivaren av videon hävdar att något sådant synkroniseringsfel inte existerar.

## Videoklipp
1. "Jesus Doesn't Want Me for a Sunbeam" (cover på The Vaselines)
2. "Aneurysm"
3. "Drain You"
4. "School"
5. "Floyd the Barber"
6. "Smells Like Teen Spirit"
7. "About a Girl"
8. "Polly"
9. "Breed"
10. "Sliver"
11. "Love Buzz" (cover på Shocking Blue)
12. "Lithium"
13. "Been a Son"
14. "Negative Creep"
15. "On a Plain"
16. "Blew"

### Extranummer
1. "Rape Me"

1. "Territorial Pissings"

1. "Endless, Nameless"